# ارکی هارل
ارکی هارل (فنلاندی: Erkki Harell; ۱۲ مارس ۱۹۳۰ – ۲۵ مارس ۲۰۱۴) بازیکن فوتبال اهل فنلاند بود.
وی همچنین در تیم ملی فوتبال فنلاند بازی کرده‌است.